# Thomas J. Dodd
Thomas Joseph Dodd (Norwich, Connecticut; 15 de mayo de 1907-Old Lyme, Connecticut; 24 de mayo de 1971) fue un abogado y diplomático estadounidense que ejerció como senador y representante de los Estados Unidos por Connecticut. Es el padre del exsenador estadounidense Christopher Dodd y de Thomas J. Dodd Jr., que fue embajador de Estados Unidos en Uruguay de 1993 a 1997 y en Costa Rica de 1997 a 2001.

## Primeros años
Dodd nació en Norwich, en el condado de New London, hijo de Abigail Margaret (de soltera O'Sullivan) y de Thomas Joseph Dodd, contratista de obras; sus cuatro abuelos eran inmigrantes de Irlanda. Sus abuelos paternos eran agricultores del valle del río Housatonic, con grandes explotaciones comerciales de hojas de tabaco situadas cerca de Kent y New Milford. Se graduó en la escuela preparatoria del Saint Anselm College, dirigida por monjes benedictinos en Goffstown, Nuevo Hampshire, en 1926. En 1930 se licenció en filosofía en el Providence College y en 1933 en la Facultad de Derecho de Yale. En 1934, Dodd se casó con Grace Murphy, de Westerly, Rhode Island. Tuvieron seis hijos.
Fue agente especial de la Oficina Federal de Investigación en 1933 y 1934, siendo el punto culminante de su carrera allí su participación en un intento infructuoso de capturar a John Dillinger en Little Bohemia Lodge. A continuación, fue director de Connecticut de la Administración Nacional de la Juventud de 1935 a 1938. Fue asistente de cinco fiscales generales sucesivos de los Estados Unidos (Homer Cummings, Frank Murphy, Robert H. Jackson, Francis Biddle y Tom C. Clark) de 1938 a 1945.
Como agente especial del Fiscal General, Dodd era básicamente un fiscal federal a nivel de juicio. Trabajó principalmente en casos penales y de libertades civiles, incluida la persecución del Ku Klux Klan en la década de 1930. En 1942, fue enviado a Hartford para procesar un importante caso de red de espionaje en el que cinco hombres (Anastasy Vonsiatsky, Wilhelm Kunze y otros) fueron acusados de violar la Ley de Espionaje de 1917 al conspirar para reunir y entregar información del Ejército, la Armada y la defensa de Estados Unidos a Alemania o Japón. Cuatro de los cinco se declararon culpables; Dodd juzgó y consiguió la condena del quinto hombre, el reverendo Kurt Emil Bruno Molzahn.
Dodd se convirtió en vicepresidente de la Junta de Revisión y, posteriormente, en asesor jurídico ejecutivo de la Oficina del Asesor Jurídico Jefe de los Estados Unidos para el enjuiciamiento de la criminalidad del Eje en Núremberg, Alemania, en 1945 y 1946. Ejerció la abogacía de forma privada en Hartford, Connecticut, de 1947 a 1953.

## Juicios de Núremberg
Tanto el juez del Tribunal Supremo Robert H. Jackson, fiscal jefe de Estados Unidos, como Dodd insistieron en la necesidad de un juicio justo y legal para procesar a los criminales de guerra nazis. Dodd aceptó la oferta de Jackson de unirse a él en Alemania. Dodd esperaba que el puesto durara sólo unos meses, pero acabó pasando 15 meses allí. Dodd sugirió Heidelberg como sede del Tribunal Militar Internacional, ya que había sobrevivido a la guerra casi sin problemas, pero finalmente se eligió Núremberg. En octubre de 1945, Jackson nombró a Dodd miembro de su Junta Superior de Juicios para los juicios de Núremberg, y más tarde, en 1946, lo nombró Consejero Ejecutivo de Juicios, lo que lo situó en el puesto número dos de los juicios. En el verano de 1946, Jackson nombró a Dodd como Jefe de Abogados en funciones mientras él regresaba a DC. Dodd regresó finalmente a los Estados Unidos en octubre de 1946. Describió la delegación como "una autopsia del más horrible catálogo de crímenes humanos de la historia".
Dodd interrogó a los acusados Wilhelm Keitel, Alfred Rosenberg, Hans Frank, Walther Funk, Baldur von Schirach, Fritz Sauckel y Arthur Seyss-Inquart. Además de interrogar, Dodd redactó las acusaciones contra los acusados, mostró películas de los campos de concentración, aportó pruebas de los programas de trabajo esclavo y presentó pruebas de los preparativos económicos de los nazis para una guerra agresiva.
Dodd demostró a través de sus pruebas que Erich Koch, el Reichskommissar para Ucrania, y el acusado Hans Frank, el Gobernador General de Polonia, eran responsables del plan para deportar a un millón de polacos para el trabajo esclavo. Dodd también mostró pruebas de que el acusado Walther Funk convirtió el Reichsbank en un depósito de dientes de oro y otros objetos de valor confiscados a las víctimas de los campos de concentración. Dodd mostró una película de las cámaras acorazadas de Frankfurt donde las tropas aliadas encontraron cajas con estos objetos de valor, que contenían dentaduras postizas, pendientes, platería y candelabros. Dodd mostró muchas pruebas, como una cabeza humana encogida, disecada y conservada de una de las víctimas del campo de concentración que había sido utilizada como pisapapeles por el comandante del campo de concentración de Buchenwald.
Los alegatos finales se realizaron el 31 de agosto de 1946, y el Tribunal anunció su sentencia en septiembre de 1946. Dodd ayudó al equipo de fiscales aliados a condenar a todos los acusados menos a tres. Todos los acusados menos uno habían declarado su inocencia, incluido Hermann Göring, a quien Dodd había acusado de ordenar a Reinhard Heydrich que pusiera en marcha el Holocausto. Además de procesar a los acusados individuales, Dodd exigió en su comparecencia ante el Tribunal que las seis organizaciones nazis acusadas fueran condenadas por crímenes contra la humanidad, por los mismos motivos de los crímenes contra la humanidad atribuidos a los acusados individuales. Estas seis organizaciones son el Cuerpo de Liderazgo, el Gabinete del Reich, la Gestapo, las Tropas de Asalto (SA), las Fuerzas Armadas y la Guardia de Élite (SS). Dodd dijo que estas organizaciones no deberían eludir su responsabilidad alegando que eran demasiado grandes, que formaban parte de un partido político, etc.
Dodd recibió varios premios en reconocimiento a su trabajo en los juicios de Núremberg. Jackson le concedió la Medalla de la Libertad en julio de 1946 y el presidente Harry Truman le otorgó el Certificado de Mérito, que Jackson le entregó personalmente en Hartford en otoño de 1946. Dodd también recibió la Orden del León Blanco checoslovaca. En 1949, el gobierno polaco pretendía conceder a Dodd una insignia de honor denominada Cruz de Oficial de la Orden de Polonia Restituta, pero Dodd rechazó la medalla debido a su compromiso con los derechos humanos y a su opinión de que el gobierno polaco estaba imponiendo una tiranía similar a la impuesta por los nazis, y aceptar un honor del presidente de Polonia sería como aceptar uno de los nazis.

## Congreso
Dodd fue elegido como demócrata para la Cámara de Representantes en 1952 y ejerció dos mandatos. Perdió las elecciones al Senado en 1956 frente a Prescott S. Bush, pero fue elegido en 1958 para el otro escaño de Connecticut en el Senado y luego fue reelegido en 1964.
Antes de ser senador, Dodd fue contratado por el dictador Carlos Castillo Armas para hacer lobby por Guatemala en Estados Unidos por 50.000 dólares al año. Según el Congreso Norteamericano sobre América Latina, Dodd "tenía quizás la relación más estrecha con el gobierno de Castillo Armas". Tras un breve viaje a Guatemala en 1955, Dodd instó a la Cámara de Representantes a aumentar la ayuda al país centroamericano. La enmienda de Dodd fue aprobada y Guatemala recibió 15 millones de dólares de ayuda estadounidense en 1956. Dodd no se disculpó cuando se le criticó por sus esfuerzos de cabildeo a favor de la dictadura guatemalteca. Cuando un organizador republicano cuestionó a Dodd por sus actividades de cabildeo, Dodd declaró: "Soy un abogado en ejercicio y estoy orgulloso de que el gobierno anticomunista de Guatemala me haya pedido que maneje sus asuntos legales en Estados Unidos. Por supuesto que no representaré al gobierno de Guatemala ni a ningún otro cliente privado si soy elegido para el Senado".
En 1961, Dodd visitó el Congo para investigar la guerra civil provocada por la secesión de la provincia de Katanga.
Además de su trabajo en el Congo, Dodd abrió lo que se convirtió en casi tres años de audiencias intermitentes. Los resultados de los informes de seguimiento de los contenidos televisivos de los tres comités en 1954, 1961 y 1964 mostraron incidentes de violencia. El senador Dodd y Estes Kefauver fueron los dos hombres responsables de informar al público de los efectos de la violencia en los menores.
En 1964, Dodd se vio inmerso en una contienda de reelección un tanto amarga y dura contra el popular exgobernador John Davis Lodge, el hermano menor del embajador en Vietnam del Sur y exsenador estadounidense Henry Cabot Lodge, Jr. que acababa de ganar una serie de primarias presidenciales republicanas, empezando por New Hampshire a principios de ese año, sin hacer campaña, pero solo con la fuerza del apellido Lodge. Preocupado por el hecho de que ese respetuoso aliciente pudiera impulsar a su hermano menor, Dodd se puso en contacto con el presidente Lyndon B. Johnson para pedirle ayuda. Johnson había mantenido en secreto su elección de compañero de fórmula y, por ello, el miércoles de la Convención Nacional Demócrata, antes de la noche en que se anunciaría el compañero de fórmula, Johnson convocó a la Casa Blanca tanto a Dodd como a su colega, a quien Johnson había elegido como compañero de fórmula, el senador Hubert H. Humphrey de Minnesota. Aunque nunca se consideró seriamente a Dodd como compañero de fórmula, la consiguiente citación del presidente a Dodd añadió mucho suspense y prensa gratuita a Dodd, que lo utilizó con éxito para elevar su nombre y su historial ante los votantes. También permitió que Johnson tuviera mucho más interés en un puesto de compañero de fórmula, que había sido disputado por la prensa y la opinión pública entre Humphrey y el otro senador de Minnesota, el urbano Eugene McCarthy.
Ayudado en parte por Johnson, que apoyó con entusiasmo a Dodd en una gira de campaña por Connecticut más tarde, y por la posterior victoria de Johnson sobre el senador de Arizona Barry Goldwater, que arrebató la candidatura presidencial republicana al hermano de Lodge y a otros republicanos del establishment, Dodd ganó su propia victoria sobre el joven Lodge por un 30%, cerrando así la incipiente carrera política del joven Lodge.
En el otoño de 1965, Dodd intentó que Martin Luther King Jr. fuera arrestado por violar la nunca utilizada Ley Logan de 1799, alegando que la postura pública de King contra la guerra de Vietnam era un delito según la intención de la Ley Logan de impedir que las negociaciones no autorizadas socavaran la posición del gobierno.
Como presidente del Subcomité del Senado para la Delincuencia Juvenil, Dodd trabajó para restringir la compra de escopetas por correo y, posteriormente, de escopetas y rifles. Esos esfuerzos culminaron en la Ley de Control de Armas de 1968, que Dodd presentó, y que incluía ciertos requisitos de registro.
Dodd desempeñó un papel decisivo en la prohibición del LSD en Estados Unidos al presidir las audiencias del subcomité que supuestamente investigaba los efectos de la droga en los jóvenes. En particular, el psicólogo de Harvard y defensor del LSD, Timothy Leary, fue llamado a testificar. Aunque Leary instó a los legisladores a promulgar un marco estrictamente regulado en el que el LSD siguiera siendo legal, Dodd y sus colegas redactaron un borrador de prohibición que fue aprobado posteriormente. Este acontecimiento fue un episodio del preludio de la "Guerra contra las Drogas" de los años setenta.

## Censura del Senado y pérdida del cargo
En 1967, Dodd se convirtió en el primer senador censurado por el Senado de los Estados Unidos desde Joseph McCarthy en 1954, y fue una de las únicas seis personas censuradas por el Senado en el siglo XX. La censura resultante fue una condena y la constatación de que había convertido fondos de campaña a sus cuentas personales y gastado el dinero. Más allá de la acción disciplinaria formal del Comité de Ética del Senado, otras fuentes (como el periodista de investigación Drew Pearson y el libro Congress in Crisis, de Jack Anderson) sugieren que la corrupción de Dodd tenía un alcance mucho mayor, y que hubo acusaciones de alcoholismo. En respuesta a estas acusaciones, Dodd presentó una demanda contra Pearson alegando que éste había interferido ilegalmente en su propiedad privada. Aunque el tribunal de distrito concedió una sentencia parcial a Dodd, el tribunal de apelación falló a favor de Pearson alegando que no se había abusado físicamente de la propiedad de Dodd.
En 1970, los demócratas apoyaron para su escaño a Joseph Duffey, que ganó la nominación en las primarias. Dodd se presentó entonces como independiente, obteniendo algo menos de un cuarto de los votos, en una carrera a tres bandas que él y Duffey perdieron frente al republicano Lowell Weicker. Dodd terminó tercero, con 266.500 votos, superando ampliamente el margen de 86.600 votos de Weicker sobre Duffey.

## Muerte y legado
Meses después de su derrota, Dodd murió de un ataque al corazón en su casa. Su hijo Christopher Dodd fue elegido al Senado como demócrata de Connecticut en 1980.
El estadio Thomas J. Dodd Memorial de Norwich fue nombrado en su honor.
En 1995 se creó el Centro de Investigación Thomas J. Dodd en la Universidad de Connecticut. El Centro de Investigación Thomas J. Dodd o Dodd Research Center alberga el Instituto de Derechos Humanos, los Archivos y Colecciones Especiales de la Biblioteca de la Universidad de Connecticut y el Centro de Estudios Judaicos de la Universidad de Connecticut. Los presidentes Bill Clinton y Joe Biden han visitado el Centro Dodd durante sus mandatos.
En 2003, la Universidad de Connecticut creó el Premio Thomas J. Dodd de Justicia Internacional y Derechos Humanos.
El estado de New Hampshire proclamó el 25 de abril de 2008 como el Día de Thomas J. Dodd; ese mismo día, el Instituto de Política de New Hampshire del Saint Anselm College rebautizó su Centro de Asuntos Internacionales como Centro Senador Thomas J. Dodd para el Estudio de Asuntos Internacionales y Derecho. El centro pretende promover la comprensión de las fuerzas que impulsan la política y la economía política en el mundo global; sensibilizar a los estudiantes sobre las culturas de otros países, y estimular el interés por las necesidades y los problemas de otras naciones y países.